# Спенсер (Охајо)
Спенсер (енгл. Spencer) град је у америчкој савезној држави Охајо.

## Демографија
По попису из 2010. године број становника је 753, што је 6 (0,8%) становника више него 2000. године.
| Група             | 2000.       | 2010.       |
| Белци             | 734 (98,3%) | 719 (95,5%) |
| Афроамериканци    | 0 (0,0%)    | 1 (0,1%)    |
| Азијати           | 1 (0,1%)    | 2 (0,3%)    |
| Хиспаноамериканци | 6 (0,8%)    | 23 (3,1%)   |
| Укупно            | 747         | 753         |